# جايسون ليليس
جايسون ليليس (بالإنجليزية: Jason Lillis)‏ هو لاعب كرة قدم بريطاني في مركز الهجوم، ولد في 1 أكتوبر 1969 في اتشثام ‏ في المملكة المتحدة. لعب مع كامبريدج يونايتد وكوينز بارك رينجرز ونادي دوفر أثليتيك ونادي غيلينغهام ونادي كارلايل يونايتد ونادي والسول.